# Prases
Prases es una localidad española del municipio de Corvera de Toranzo, en Cantabria. En el año 2016 contaba con una población de 114 habitantes (INE).

## Geografía
La localidad se encuentra a una altitud de 120 m de sobre el nivel del mar y a 4 km de la capital municipal, San Vicente de Toranzo. Las poblaciones más cercanas son: Villasevil (cruzando el río) (a 1,4 km), Borleña (a 1,9 km) y Corvera de Toranzo (a 1,9 km).

## Historia
A mediados del siglo XIX, el lugar, ya por entonces perteneciente a Corvera y compuesto por los barrios de Prases y Cillero, tenía contabilizada una población de 120 habitantes. Aparece descrito en el decimotercer volumen del Diccionario geográfico-estadístico-histórico de España y sus posesiones de Ultramar de Pascual Madoz de la siguiente manera:

PRASES: l. en la prov. y dióc. de Santander (6 leg.), part. jud. de Villacarriedo (2 1/2), aud. terr. y c. g. de Búrgos (22), ayunt. de Corbera. Se compone de los barrios de Prases y Cillero. sit. en una planicie á la izq. del r. Pas y der. del camino real de Santander, y el primero en una eminencia á la izq. de dicho camino y á la dist. de 1/2 cuarto de leg. de aquel; su clima es frio, pero sano. Tiene 30 casas, igl. parr. (San Antonio) servida por un cura de ingreso y provision del ordinario, una ermita en que se dice misa los dias de trabajo, y 2 fuentes de muy buenas aguas. Confina con Borleña, Corbera y el r. Pas, que forma el lím. E. y S. del térm. El terreno es de buena calidad y de regadío en mucha parte. prod.: maiz, alubias, algo de trigo, patatas, frutas y pastos; cria ganados, y alguna caza y pesca. Los naturales suelen algunos emigrar á Andalucía por la temporada de invierno. pobl.: 28 vec., 120 almas. contr.: con el ayunt.
(Madoz, 1849, p. 207)